# Seepactis galkini
Seepactis galkini is een zeeanemonensoort uit de familie Kadosactidae. De anemoon komt uit het geslacht Seepactis. Seepactis galkini werd in 2007 voor het eerst wetenschappelijk beschreven door Sanamyan & Sanamyan. 